# Peake Wood Cemetery
Le Peake Wood Cemetery, Fricourt  (Cimetière britannique Peake Wood ) est un cimetière militaire de la Première Guerre mondiale, situé sur le territoire de la commune de Fricourt, dans le département de la Somme, au nord-est d'Amiens.

## Localisation
Ce cimetière est situé à 3 km au nord-est du village sur la D 147, à seulement 1km de la commune de Contalmaison.

## Histoire

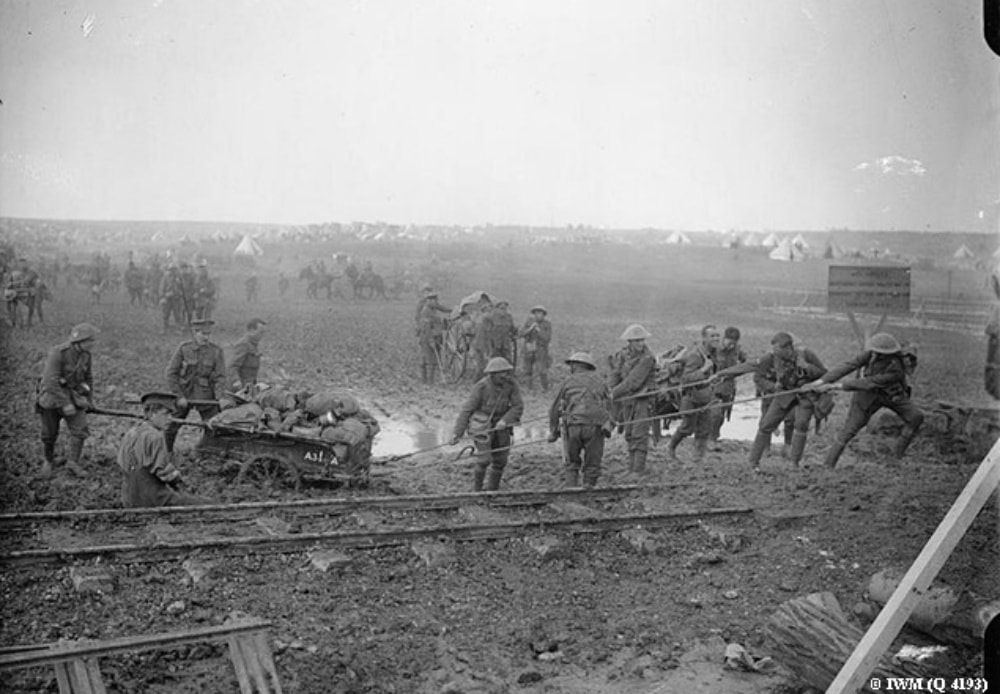
British troops pulling a Lewis gun handcart through the deep mud. The Machine Gun Corps camp can be seen in the background. Hill 163 at the Fricourt-Bray road, 7th August 1916 (traduction:Les troupes britanniques tirant une charrette à bras Lewis à travers la boue profonde. Le camp du Machine Gun Corps est visible en arrière-plan. Cote 163 de la route Fricourt-Bray, 7 août 1916.

Peake Wood était le nom donné par l'armée britannique à un bosquet du côté sud-est de la route de Contalmaison. Le bois tomba aux mains des Alliés le 5 juillet 1916, mais le cimetière ne fut commencé que plus tard dans le mois. Il fut utilisé comme cimetière de première ligne jusqu'en février 1917 et fut aux mains des Allemands de la fin mars 1918 jusqu'à presque la fin du mois d'août suivant.

Le cimetière contient 103 sépultures et commémorations de la Première Guerre mondiale, y compris des mémoriaux spéciaux pour six victimes censées y être enterrées mais dont les tombes n'ont pas pu être localisées.
[

## Caractéristique
Ce cimetière a un plan rectangulaire de 30 m de longueur sur 10 m .

Il est entouré d'un grillage et d'une haie d'arbustes.

Le cimetière a été conçu par WH Cowlishaw.

## Galerie

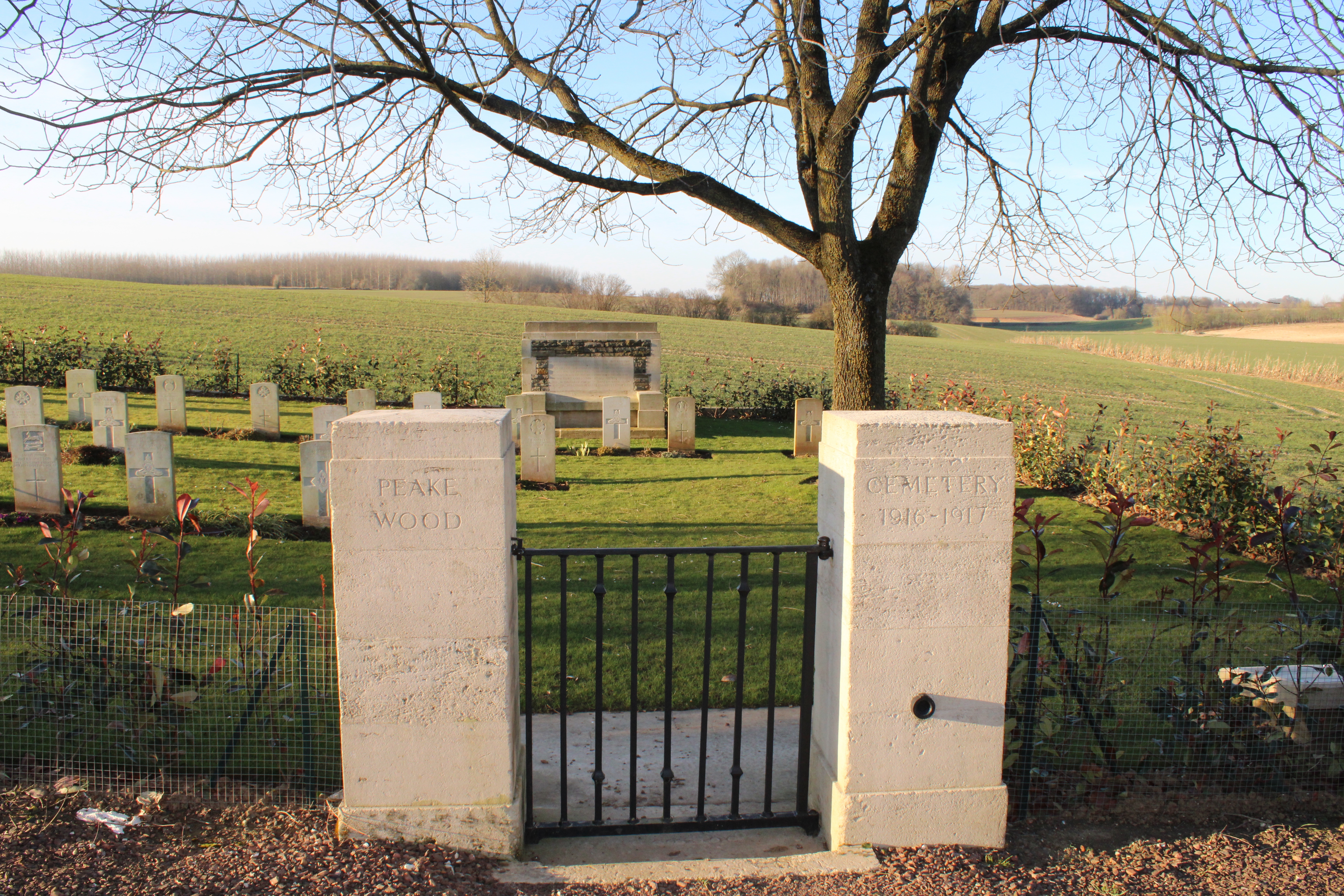
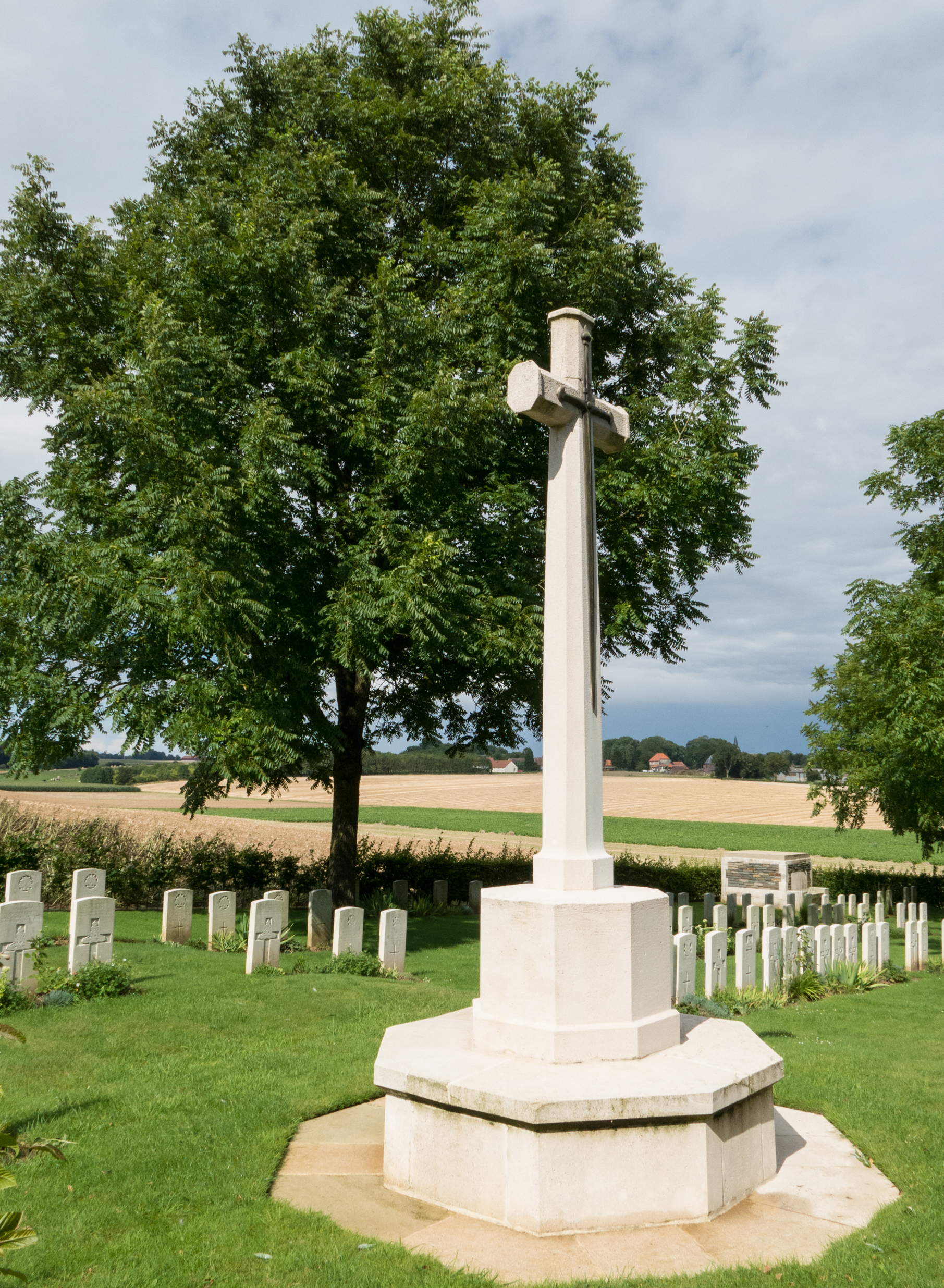
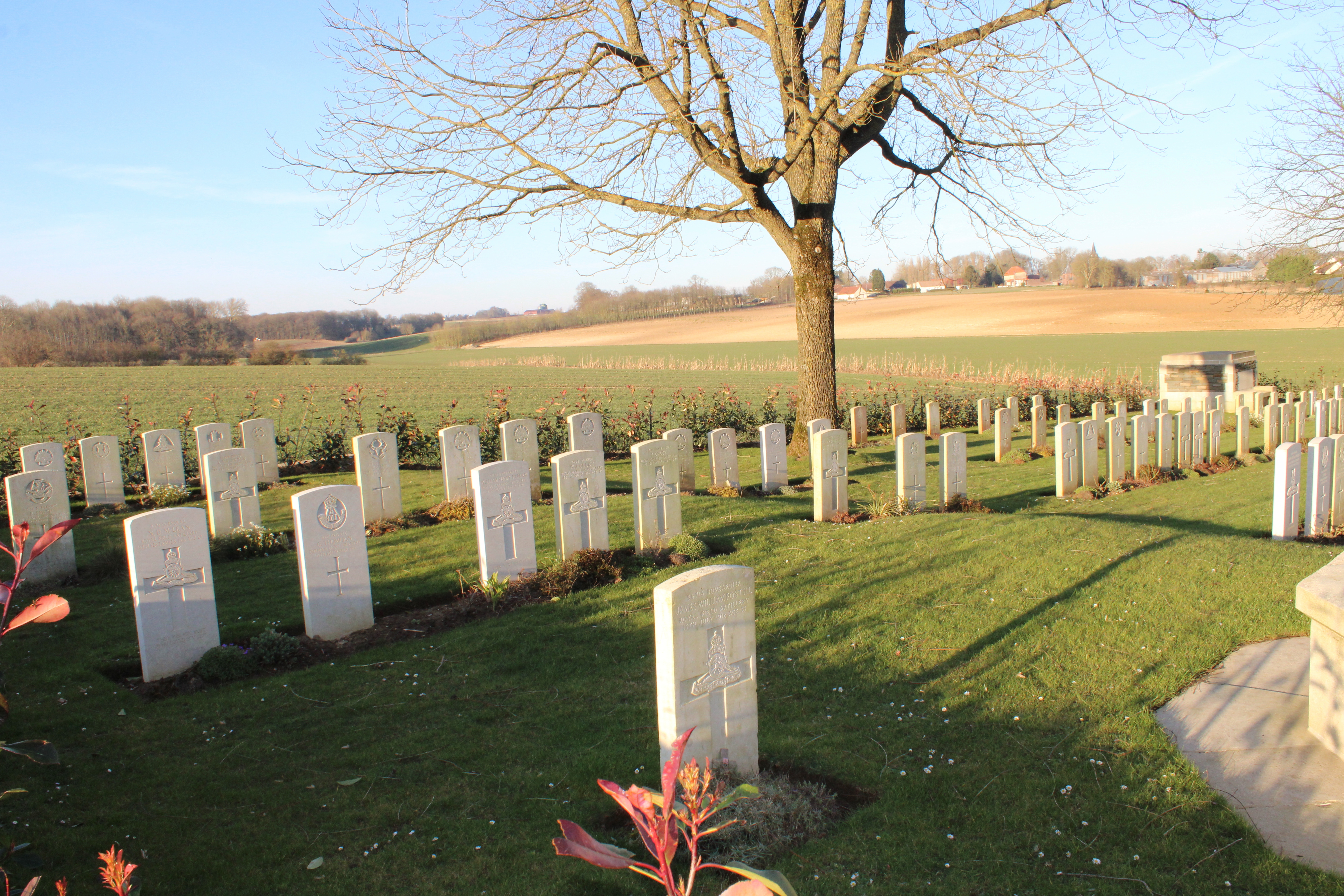
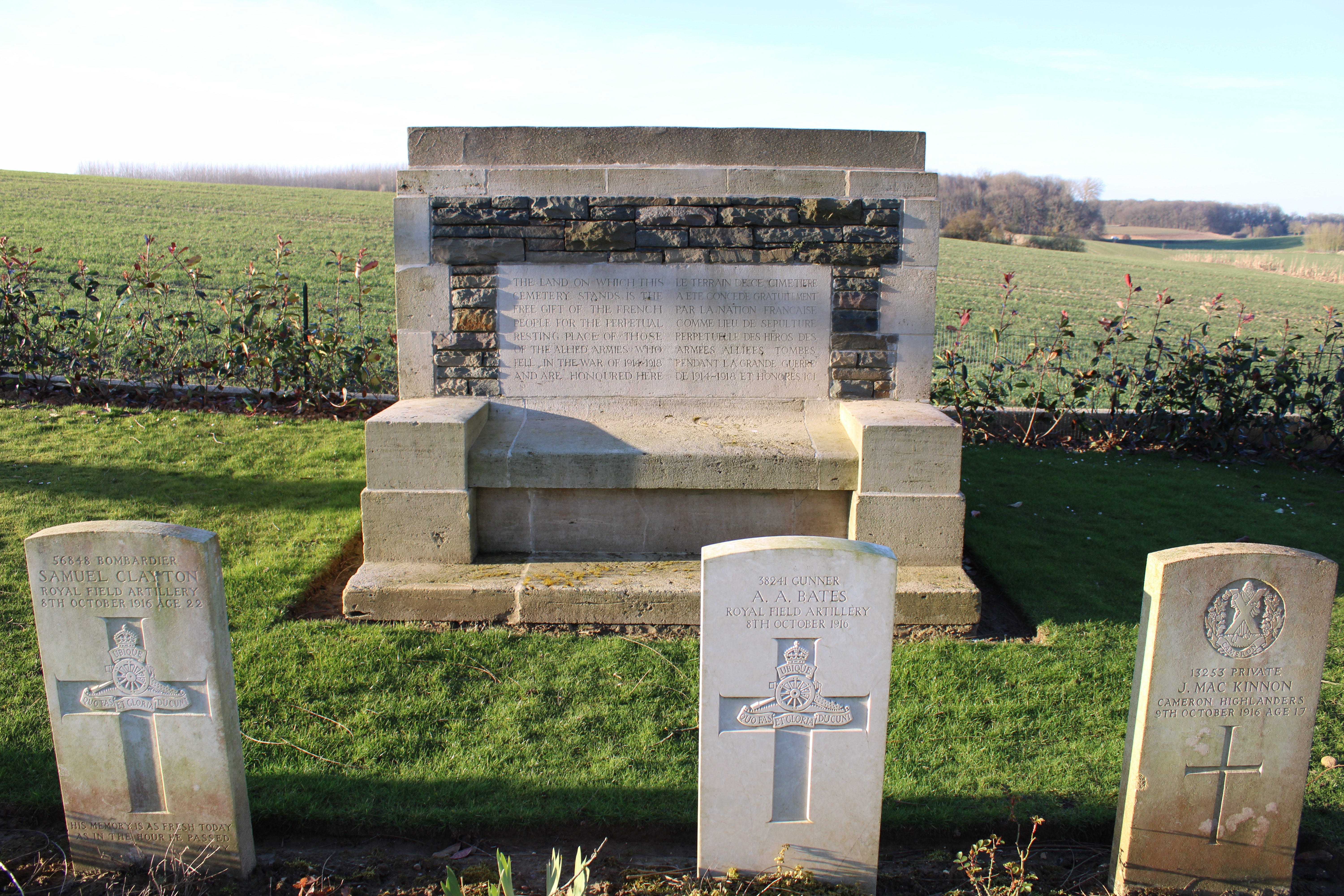
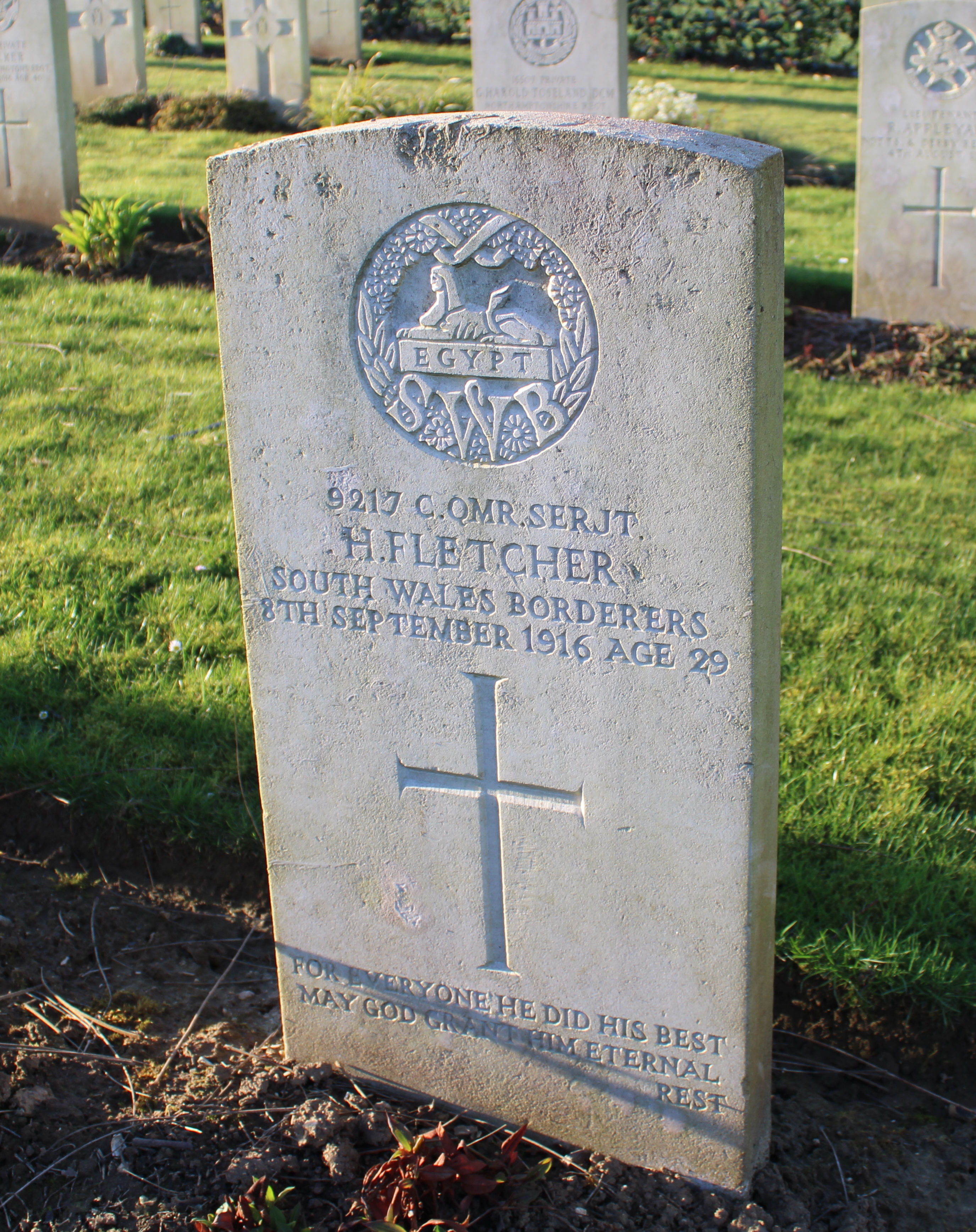
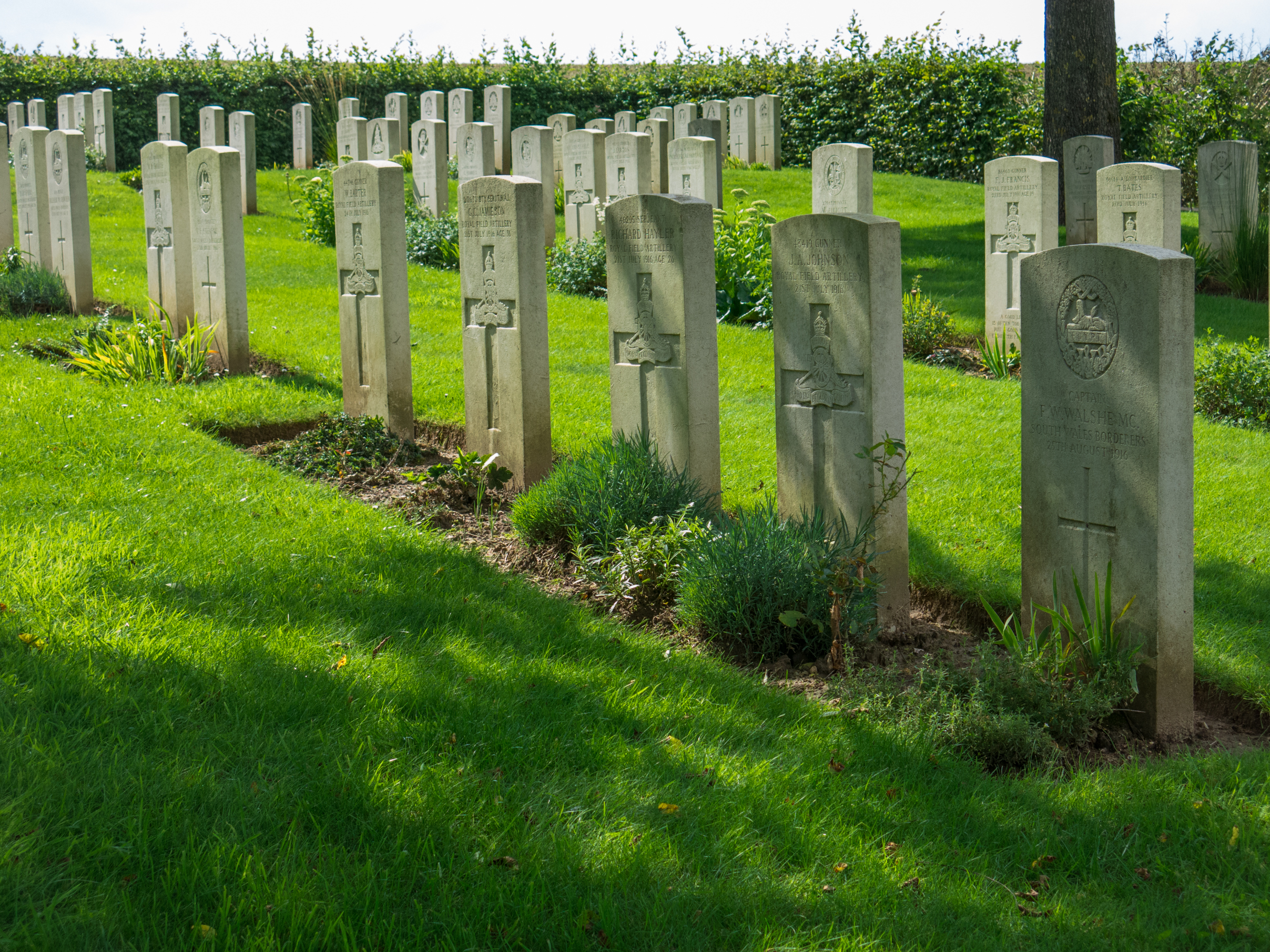
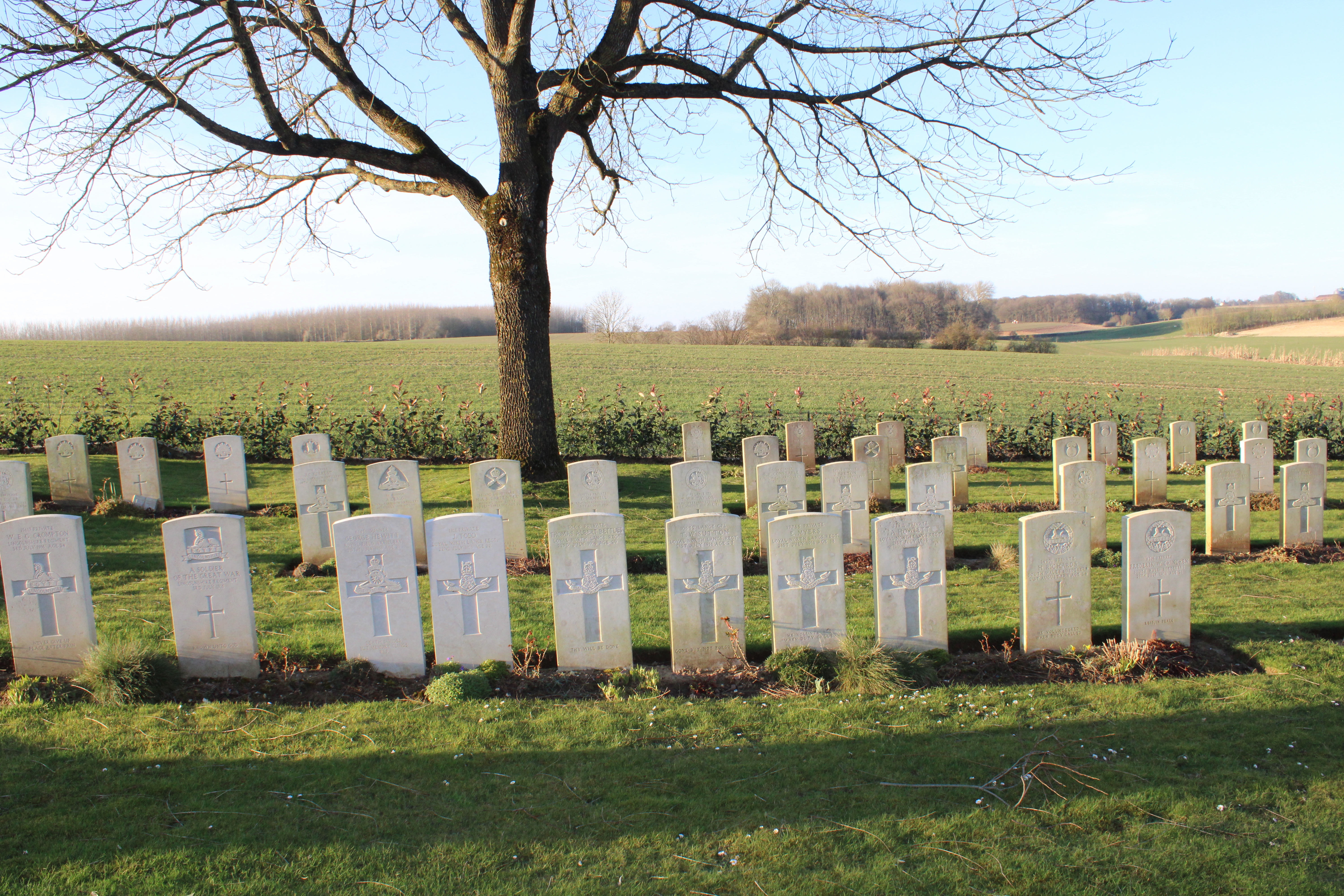

## Sépultures
| Pays        | Sépultures |
| ----------- | ---------- |
| Royaume-Uni | 94         |
| Australie   | 8          |
| Canada      | 1          |
| Total       | 103        |